# Strada statale 109 bis/dir di Catanzaro

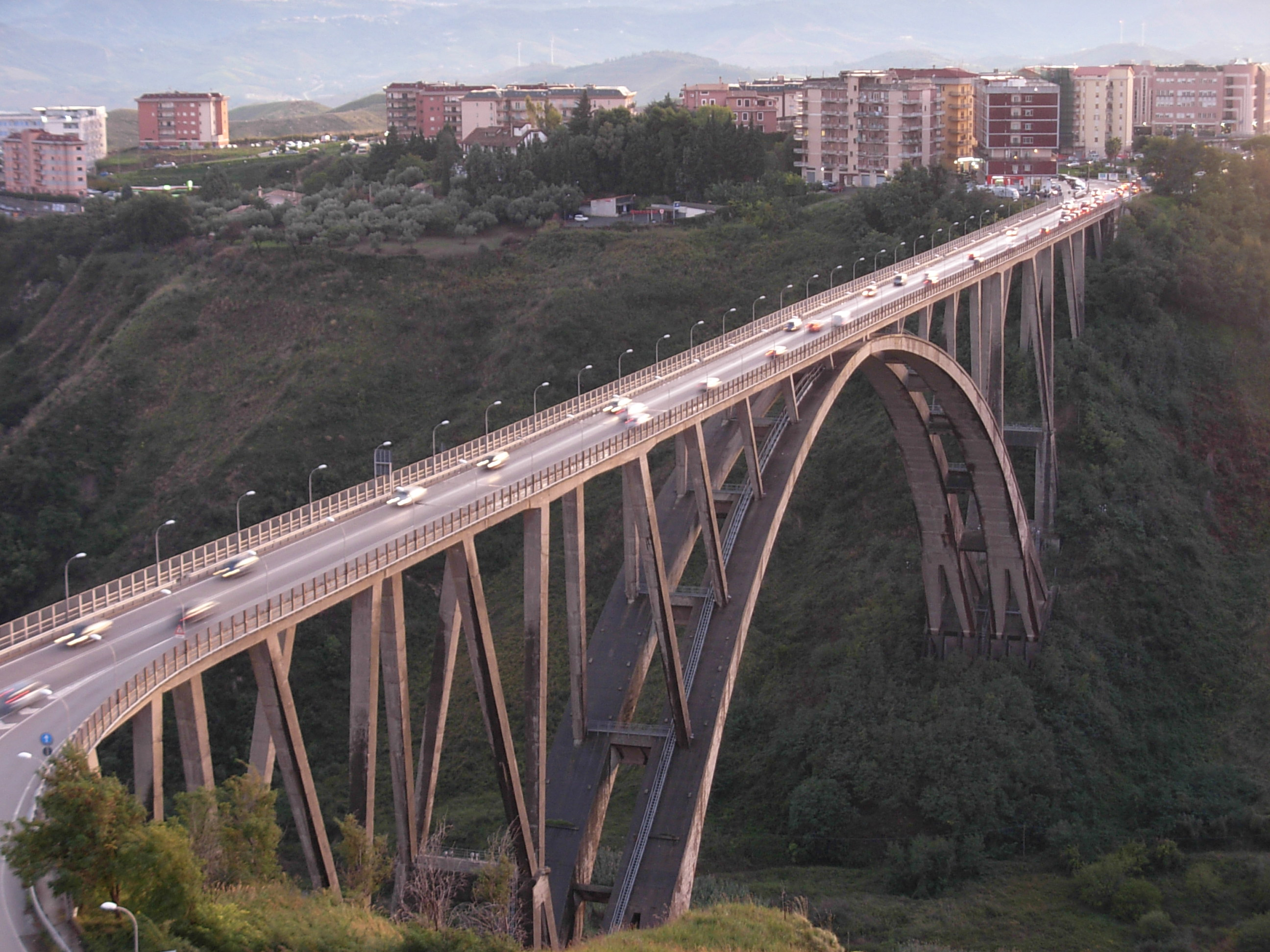
Il ponte Bisantis

La strada statale 109 bis/dir di Catanzaro (SS 109 bis/dir) è una strada statale italiana.

## Percorso
La strada statale 109 bis/dir, gestita dal Compartimento di Catanzaro, ha inizio dalla SS 109 bis e termina dopo 2,225 km sul viale dei Tulipani.
Il percorso comprende il ponte Bisantis.